# Wiadomości Uniwersyteckie
Wiadomości Uniwersyteckie (Olsztyn) – miesięcznik informacyjny UWM w Olsztynie, pismo bezpłatne, dostępne w budynkach Uniwersytetu; wysyłane jest również do ważniejszych urzędów i organów samorządowych województwa warmińsko-mazurskiego. Wersja elektroniczna w formacie pdf dostępna na uniwersyteckiej stronie www. 
Wydawane w formacie A4, 32 stron, kolor. Publikowane są bieżące informacje, relacje z obrad senatu uniwersyteckiego, relacje z uroczystości, eseje, sylwetki profesorów, nowości wydawnicze, dyskusje, informacje o obronionych pracach doktorskich i habilitacyjnych, informacje o nominacjach profesorskich, relacje z konferencji, materiały popularyzujące wyniki badań naukowych i innowacyjnych. Dużą część artykułów piszą studenci, pracownicy oraz profesorowie UWM. 
Początkowo dwutygodnik, później miesięcznik, pierwszy numer ukazał się we wrześniu 1999 r., pod redakcją Jerzego Kozdronia. Później redakcję objęła Wioleta Ustyjańczuk
Miesięcznik wydawany jest przez Biuro Informacji Promocji UWM w Olsztynie.
- Redaktor naczelny - Wioletta Ustyjańczuk (do 2007) Od 2007- 2008 r. - Bolesław Pilarek.
- Zespół Redakcyjny tworzą obecnie: Małgorzata Hołubowska, Lech Kryszałowicz, Sylwia Zadworna, Janusz Pająk.

Od początku 2007 r. Redakcja mieści się w Akademickim Centrum Kultury i Promocji UWM w Olsztynie. Redaktor naczelny - Lech Kryszałowicz. Zespół redakcyjny: Małgorzata Hołubowska, Lech Kryszałowicz, Sylwia Zadworna, Janusz Pająk.
Wiadomości Uniwersyteckie (Lublin) wydawane od 1991 r., społeczno-informacyjne czasopismo Uniwersytetu Marii Curie-Skłodowskiej w Lublinie, miesięcznik.
W czasopiśmie ukazują się: najważniejsze wydarzenia mające miejsce w uniwersytecie, osiągnięcia badawcze i naukowe pracowników dydaktycznych, aktywność naukową, twórczą i sportową studentów, a także decyzje administracyjne, mające istotny wpływ na życie uczelni. Łamy pisma są również otwarte na gatunki publicystyczne i reportaż.